# Mateusz Praszelik
Mateusz Praszelik (Racibórz, 26 settembre 2000) è un calciatore polacco, centrocampista del KS Cracovia.

## Biografia
Quando giunse al Verona, Praszelik scelse il numero di maglia 88; secondo l'alfabeto, la sola cifra corrisponde alla lettera H, che ripetuta due volte significa "Heil Hitler". Il giornalista di Repubblica Paolo Berizzi affermò che il giocatore avrebbe scelto il numero appositamente per attirarsi la simpatia della tifoseria scaligera; in realtà, come dichiarato dallo stesso Praszelik, il suo numero preferito è l'8 ma essendo già usato da Darko Lazović preferì scriverselo due volte pur di non separarsene.

## Caratteristiche tecniche
È un centrocampista centrale dalle doti offensive. Può essere schierato sia come trequartista, sia come mezzala di inserimento.

## Carriera

### Club

#### Legia Varsavia e Śląsk Breslavia
Cresciuto nelle giovanili del Legia Warszawa, con cui si laurea campione di Polonia Under-19, esordisce in prima squadra a 18 anni, nel match di Puchar Polski contro il Raków Częstochowa.
Nella stagione 2019-2020 viene riconfermato dai wojskowi, debuttando in Ekstraklasa il 21 luglio 2019, giocando da titolare la prima giornata di campionato. Nonostante un inizio condito da tre presenze nelle prime sei gare, si ritrova relegato presto in panchina, disputando da novembre al luglio successivo appena un minuto contro lo Jagiellonia Białystok. Ciononostante al termine della stagione si laurea campione di Polonia per la prima volta.
A fine anno, tuttavia, decide di non rinnovare il contratto in scadenza con il Legia per poi accasarsi allo Śląsk Breslavia, per giocare più regolarmente. Esordisce con la nuova maglia il 22 agosto 2020 nella gara interna contro il Piast Gliwice, servendo un assist a Fabian Piasecki. Si ripete anche la settimana successiva, con altri due passaggi per i compagni che permettono di espugnare il campo del Wisła Kraków. Grazie a queste prestazioni, si aggiudica il premio di giovane del mese di Ekstraklasa. Dopo aver contratto il coronavirus torna a giocare regolarmente con la maglia dello Śląsk, realizzando, il 24 ottobre successivo, il suo primo gol da professionista.

#### Verona e prestiti a Cosenza e Südtirol
Il 29 gennaio 2022 viene ceduto in prestito con obbligo di riscatto condizionato sino al giugno 2023 al Verona. Debutta con i gialloblù il 6 febbraio seguente nella sconfitta per 2-0 contro la Juventus.
Tuttavia con gli scaligeri trova poco spazio, ragion per cui il 26 gennaio 2023 viene ceduto in prestito in Serie B al Cosenza.  Conclusa la stagione 2022-2023 con la salvezza dei lupi, fa ritorno al Verona con cui svolge il ritiro pre-campionato prima di trasferirsi nuovamente ai rossoblù fino al 30 giugno 2024.
Il 5 agosto 2024 viene ceduto nuovamente a titolo temporaneo, questa volta al Südtirol. Il 15 settembre segna la sua prima rete in un campionato italiano, nel successo per 3-1 in casa della Reggiana.

#### KS Cracovia
Il 9 luglio 2025 fa ritorno in patria venendo ceduto a titolo definitivo al KS Cracovia.

### Nazionale
Ha fatto parte di tutte le nazionali giovanili polacche, debuttando con l'Under-21 in occasione della gara vinta per 0-6 contro i pari età dell'Estonia.

## Statistiche

### Presenze e reti nei club
Statistiche aggiornate al 14 maggio 2025.
| Stagione               | Squadra                | Campionato             | Campionato | Campionato | Coppe nazionali | Coppe nazionali | Coppe nazionali | Coppe continentali | Coppe continentali | Coppe continentali | Altre coppe | Altre coppe | Altre coppe | Totale | Totale |
| Stagione               | Squadra                | Comp                   | Pres       | Reti       | Comp            | Pres            | Reti            | Comp               | Pres               | Reti               | Comp        | Pres        | Reti        | Pres   | Reti   |
| ---------------------- | ---------------------- | ---------------------- | ---------- | ---------- | --------------- | --------------- | --------------- | ------------------ | ------------------ | ------------------ | ----------- | ----------- | ----------- | ------ | ------ |
| 2018-2019              | Legia Varsavia         | E                      | 0          | 0          | PP              | 1               | 0               | -                  | -                  | -                  | -           | -           | -           | 1      | 0      |
| 2019-2020              | Legia Varsavia         | E                      | 5          | 0          | PP              | 2               | 0               | -                  | -                  | -                  | -           | -           | -           | 7      | 0      |
| Totale Legia Varsavia  | Totale Legia Varsavia  | Totale Legia Varsavia  | 5          | 0          |                 | 3               | 0               |                    | -                  | -                  |             | -           | -           | 8      | 0      |
| 2020-2021              | Śląsk Breslavia        | E                      | 26         | 1          | PP              | 1               | 0               | -                  | -                  | -                  | -           | -           | -           | 27     | 1      |
| 2021-gen. 2022         | Śląsk Breslavia        | E                      | 15         | 4          | PP              | 1               | 0               | UECL               | 4                  | 0                  | -           | -           | -           | 20     | 4      |
| Totale Śląsk Breslavia | Totale Śląsk Breslavia | Totale Śląsk Breslavia | 41         | 5          |                 | 2               | 0               |                    | 4                  | 0                  |             | -           | -           | 47     | 5      |
| gen.-giu. 2022         | Verona                 | A                      | 2          | 0          | CI              | 0               | 0               | -                  | -                  | -                  | -           | -           | -           | 2      | 0      |
| 2022-gen. 2023         | Verona                 | A                      | 0          | 0          | CI              | 0               | 0               | -                  | -                  | -                  | -           | -           | -           | 0      | 0      |
| Totale Hellas Verona   | Totale Hellas Verona   | Totale Hellas Verona   | 2          | 0          |                 | 0               | 0               |                    | -                  | -                  |             | -           | -           | 2      | 0      |
| gen.-giu. 2023         | Cosenza                | B                      | 9+1        | 0          | CI              | -               | -               | -                  | -                  | -                  | -           | -           | -           | 10     | 0      |
| 2023-2024              | Cosenza                | B                      | 26         | 0          | CI              | 1               | 0               | -                  | -                  | -                  | -           | -           | -           | 27     | 0      |
| Totale Cosenza         | Totale Cosenza         | Totale Cosenza         | 35+1       | 0          |                 | 1               | 0               |                    | -                  | -                  |             | -           | -           | 37     | 0      |
| 2024-2025              | Südtirol               | B                      | 27         | 1          | CI              | 1               | 0               | -                  | -                  | -                  | -           | -           | -           | 28     | 1      |
| Totale carriera        | Totale carriera        | Totale carriera        | 110+1      | 6          |                 | 6               | 0               |                    | 4                  | 0                  |             | -           | -           | 121    | 6      |

## Palmarès

### Club

#### Competizioni nazionali
- Campionato polacco: 1

Legia Varsavia: 2019-2020

#### Competizioni giovanili
- Centralna Liga Juniorów: 1

Legia Varsavia: 2016-2017